# Acanthis hornemanni

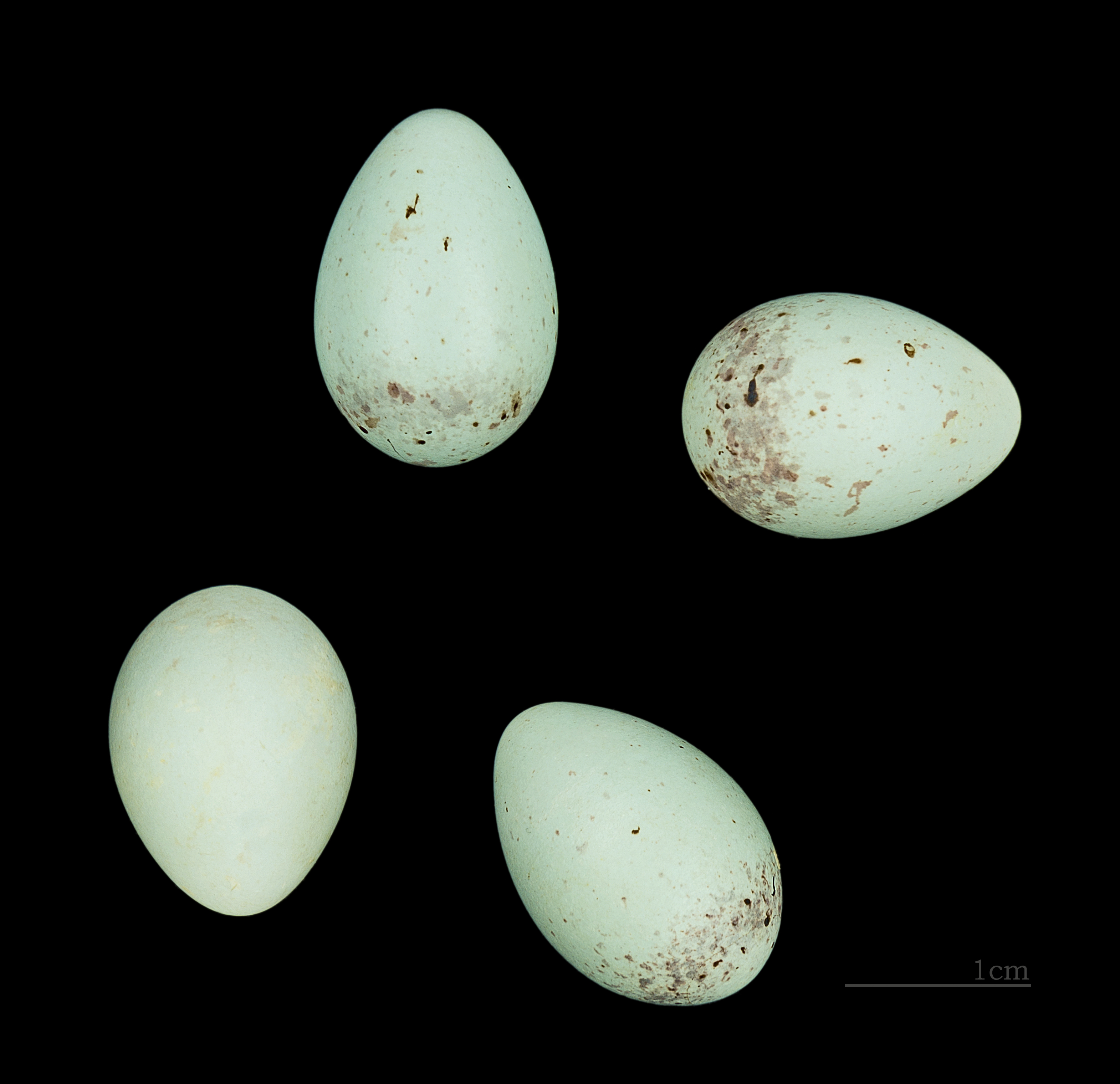
Huevos deCarduelis hornemanni exilipes

El pardillo ártico (Acanthis hornemanni) es una especie de ave paseriforme de la familia Fringillidae propia de la tundra del noroeste de Eurasia y Norteamérica. Hay dos subespecies: A. h. hornemanni de Groenlandia y las islas aledañas, y A. h. exilipes, presente en el resto de la tundra de América del Norte y Eurasia.
La subespecie de Groenlandia es más grande y pálida, aunque ambas subespecies son pálidas con pequeños picos, dorsos blancos y normalmente con tonos más amarillos que grises y marrones en su plumaje. La hembra posee un pecho, dorso y laterales más rayados, pero sigue siendo pálida.
Tiene una gran relación genética con el Carduelis flammea
El nombre binomial conmemora al botánico danés Jens Wilken Hornemann.